# Alexandr Lukašenko
Aljaksandr Ryhoravič Lukašenka (přepis z běloruštiny), častěji však Alexandr Grigorjevič Lukašenko (přepis z ruštiny) (bělorusky Алякса́ндр Рыго́равіч Лукашэ́нка, rusky Александр Григорьевич Лукашенко; * 30. srpna 1954 Kopys, Vitebská oblast) je běloruský politik, od července 1994 první a jediný prezident Běloruska. Je tak nejdéle sloužící hlavou státu v Evropě. Je označován jako „poslední diktátor v Evropě“.
Před vstupem do politiky pracoval jako ředitel státem vlastněného zemědělského podniku (sovchozu) a sloužil v Sovětském pohraničním vojsku a Sovětské armádě. V roce 1990 byl zvolen do Nejvyššího sovětu Běloruské sovětské socialistické republiky. Po rozpadu Sovětského svazu nastoupil do funkce předsedy prozatímního protikorupčního výboru Nejvyšší rady Běloruska. V roce 1994 zvítězil v prezidentských volbách, které se konaly po přijetí nové ústavy, a stal se tak prvním prezidentem Běloruska.
Během přechodu většiny bývalých sovětských republik k tržnímu hospodářství se postavil proti šokové terapii a zachoval státní vlastnictví klíčových průmyslových odvětví v Bělorusku. 
Po referendu konaném v roce 1995 získal větší pravomoci. Svou moc si upevnil ještě více po referendu v roce 1996. Volební pozorovatelé nepovažují volby v Bělorusku za svobodné a spravedlivé (s výjimkou těch prvních). Vláda potlačuje oponenty a omezuje svobodu médií. Řada západních zemí uvalila na Lukašenka a další běloruské představitele sankce. Po volbách v roce 2020 vypukly v zemi historicky největší protesty. Spojené království, Evropská unie a Spojené státy americké po těchto volbách neuznávají Lukašenka jako legitimního prezidenta Běloruska.

## Biografie

### Původ a vzdělání
Narodil se v roce 1954 v obci Kopys na severu Běloruska svobodné matce Jekatěrině Lukašenkové. Totožnost jeho otce není veřejně známa – podle médií byl romské nebo snad židovské národnosti. Lukašenko sám sebe ovšem označuje za stoprocentního Bělorusa. Ve škole byl problémovým žákem a v době dospívání muselo být jeho chování řešeno ve spolupráci s příslušníky milice.
V roce 1975 absolvoval Učitelský ústav v Mogilevě. V letech 1975–1977 a 1980–1982 sloužil u sovětské pohraniční stráže jako příslušník Sovětské armády. Působil jako politruk u tankistů, později jako tajemník stranického výboru kolchozu Vladimira Iljiče Lenina v Mohylevské oblasti (gubernii) ve východním Bělorusku. V roce 1985 absolvoval Běloruskou zemědělskou akademii v Horkách s diplomem učitele historie, společenských věd a ekonomie a od roku 1987 byl ředitelem sovchozu.

### Soukromý život
V roce 1975 se oženil s Galinou Želnerovičovou, s níž má syny Viktora (* 28. listopadu 1975) a Dmitrije (* 23. března 1980). Galina Lukašenková, v té době učitelka v mateřské školce, však i po prezidentských volbách v roce 1994 zůstala v jejich původním domově ve vsi Ryžkoviči, a od té doby se s manželem téměř nevídá. Alexandr Lukašenko se po svém zvolení nastěhoval do prezidentské rezidence jen se svými syny. Den po Lukašenkových padesátých narozeninách se mu narodil třetí, tentokrát nemanželský syn Nikolaj (* 31. srpna 2004), který jej doprovází i na oficiálních cestách do zahraničí. O jeho matce Lukašenko v roce 2008 v rozhovoru pro ruský deník Komsomolskaja pravda uvedl, že je lékařka. Jedná se o bývalou prezidentovu osobní lékařku Irinu Abelskou.

### Pracovní činnost
Po absolvování vojenské služby a vstupu do Komunistické strany Sovětského svazu (KSSS) se stal ředitelem sovchozu Goroděc (1987–1994) ve Šklovském okrese na východě země. Lukašenko jako jeden z prvních v Mogilevské oblasti zavedl v sovchozu tzv. арендный подряд, což je forma smlouvy o nájmu v družstvu za účelem výroby konkrétního zboží či služeb, kde část zisku zůstává nájemci. O podstatě této metody a konkrétních zkušenostech Lukašenko napsal knihu Городецкие уроки (nakladatelství Ураджай, 1990).

## Politická kariéra

### Poslanec Nejvyššího sovětu Běloruska
V roce 1991 podporoval Srpnový puč zosnovaný Gennadijem Janajevem proti sovětskému prezidentovi Michailu Gorbačovovi. Byl rozhodně proti rozpuštění Sovětského svazu, stoupence běloruské nezávislosti nazýval zrádci a agenty západního imperialismu. Jako jediný poslanec Nejvyššího sovětu Běloruské sovětské socialistické republiky hlasoval proti ratifikaci Bělověžských smluv z 8. prosince 1991.

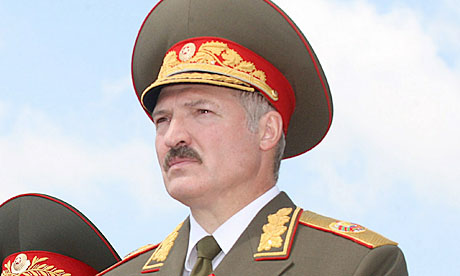
Lukašenko jako vrchní velitel běloruských ozbrojených sil

V letech 1991–1994 byl poslancem Nejvyššího sovětu. Proslul nemilosrdným bojem s opravdovou i imaginární korupcí ve vrcholných funkcích. V roce 1993 stál v čele parlamentního protikorupčního výboru.

### Prezident Běloruska
V červenci 1994 byl zvolen prezidentem Běloruska. V prvním kole předstihl stoupence nezávislosti Stanislava Šuškeviče a Zenona Pazňaka, ve druhém kole porazil premiéra Vjačeslava Kebiče. Chudé vrstvy běloruské společnosti si získal příslibem ukončení tzv. zlodějské privatizace, zúčtování s ekonomickými aférami z let 1991–1994 a utužení politických a ekonomických vztahů s Ruskem.

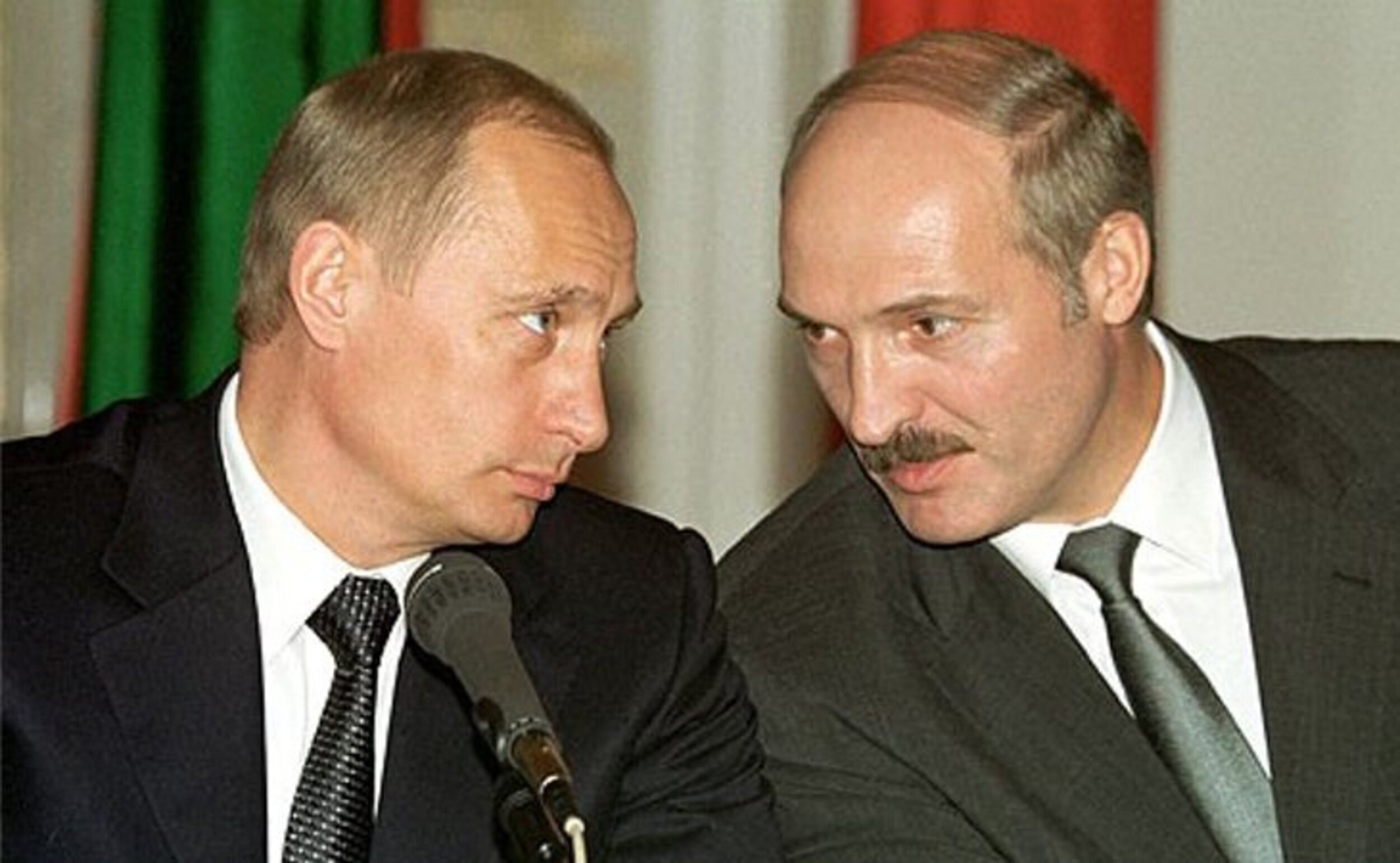
Vladimir Putin a Alexandr Lukašenko v roce 2002

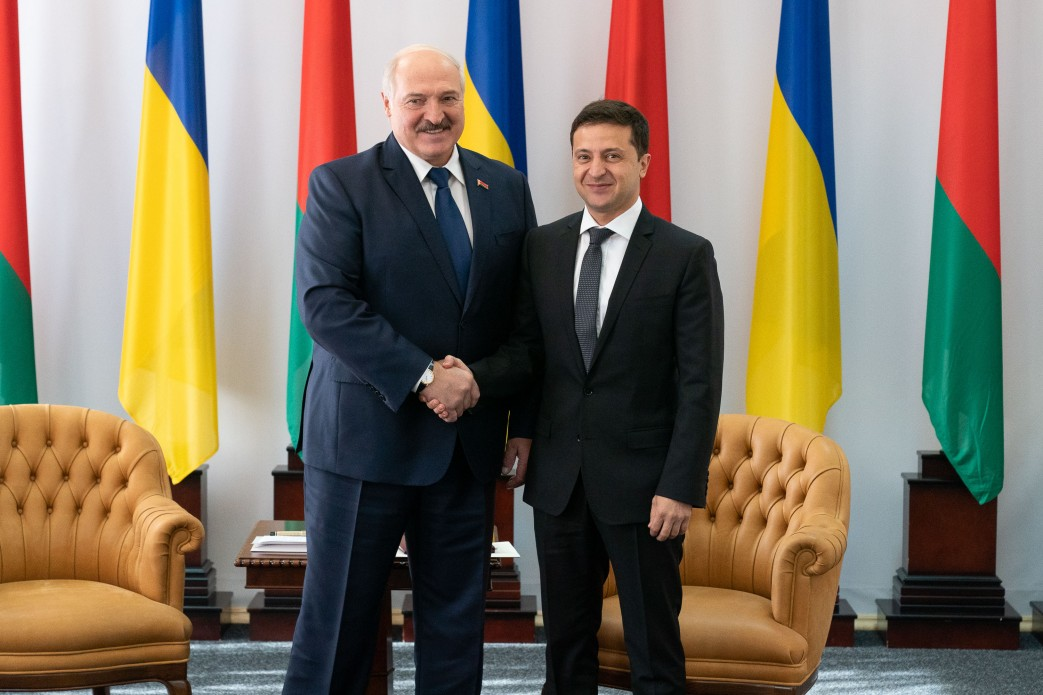
Lukašenko a ukrajinský prezident Volodymyr Zelenskyj, 4. října 2019

V roce 1996 prosadil Lukašenko pomocí referenda o ústavě prodloužení svého funkčního období a rozšíření prezidentských pravomocí. Znovu byl zvolen v roce 2001. V roce 2004 s pomocí referenda zrušil limit, kolikrát je možné být prezidentem. Následně zvítězil i ve volbách v letech 2006 a 2010. Všechna tato hlasování (1996, 2001, 2006, 2010) byla doprovázena demonstracemi v ulicích Minsku. Protesty desetitisíců lidí byly vždy rozehnány policií a opoziční aktivisté byli zatčeni a někteří také vězněni. K 31. lednu 2011 uvalila Evropská unie sankce na Lukašenka a dalších více než 150 představitelů běloruského režimu kvůli represím po prezidentských volbách v prosinci 2010. V prezidentských volbách roku 2015 zvítězil Lukašenko již popáté.
Lukašenkovo šesté vítězství v prezidentských volbách v srpnu 2020 bylo velmi kontroverzní. Na rozdíl od předchozích voleb měla jeho oponentka Svjatlana Cichanouská velkou podporu voličů. Vyhlášení Lukašenka vítězem voleb se ziskem údajně 80 % vyústilo v mohutné demonstrace a stávky po celé zemi.
Dne 23. září 2020 Lukašenko bez ohlášení složil přísahu a pošesté nastoupil do funkce prezidenta. Opozice jeho inauguraci odmítla. Lukašenka jako prezidenta neuznaly mj. Spojené státy, Německo, Polsko, ČR, Litva a některé další státy.
V květnu 2023 se v médiích rozšířily spekulace o Lukašenkově možném neuspokojivém zdravotním stavu. Podle běloruského opozičníka Valerije Cepkala měl být Lukašenko hospitalizován v kritickém stavu.
Dne 25. února 2024 Lukašenko oznámil, že bude kandidovat v prezidentských volbách v roce 2025, tedy již na sedmé volební období v řadě. Podle oficiálních výsledků získal téměř 88 % hlasů, opozice označila volby za podvod. V srpnu 2025 v rozhovoru pro časopis Time uvedl, že v dalších prezidentských volbách již kandidovat nebude.

## Pronásledování politických odpůrců
Dva bývalí představitelé státního zastupitelství Dmitrij Petruškevič a Oleg Sluček, kteří požádali o azyl ve Spojených státech amerických, podali důkazy, že v červnu 2001 bylo 30 představitelů opozice na Lukašenkův příkaz zavražděno „oddíly smrti“. Mezi oběťmi byli i bývalý ministr vnitra Jurij Zacharenko a Viktor Gončar, předseda Nejvyššího sovětu Běloruska (rozpuštěného roku 1996).
Dne 9. 8. 2020, poté, co označil lid i opozice výsledky voleb, kde Lukašenko znovu zvítězil, za zfalšované, se vůdkyně běloruské opozice Svjatlana Cichanouská musela kvůli svému bezpečí (a stíhání) uchýlit do sousední Litvy. Následně bylo při demonstracích zatčeno a zbito mnoho osob, několik i zraněním podlehlo.
Dne 23. května 2021, bylo letadlo společnosti Ryanair, číslo letu 4978, na lince Athény–Vilnius, na jehož palubě cestoval opoziční novinář a kritik režimu Raman Pratasevič, donuceno přistát stíhačkou nad běloruským vzdušným prostorem pod falešnou záminkou, že na palubě letadla je bomba. Letadlo přistálo v hlavním městě Minsk, novinář zatčen a odsouzen k trestu smrti, rozsudek však dodnes vykonán nebyl.
Mnoho států označilo tento čin za únos, Polsko dokonce za „akt státního terorismu“. Mnoho států doporučilo vyhýbat se běloruskému vzdušnému prostoru, Spojené království dokonce zakázalo přelety přes něj. Rusko vzápětí reagovalo zákazem příletu letadlům, které se již zmíněnému prostoru vyhýbají.
Pronásledování odpůrců se nevyhýbá ani běloruským sportovcům, kde například na olympiádě v Tokiu (kvůli nemoci covid-19 pořádané až v červenci 2021) zažádala atletka Kryscina Cimanouská o humanitární vízum a její rodina uprchla z Běloruska.

## Vyznamenání
- Pamětní medaile 850. výročí Moskvy – Rusko, 6. září 1997[30]
- Řád Za zásluhy o vlast II. třídy – Rusko, 2. dubna 2001, „za jeho velký osobní příspěvek k vytvoření unie, posílení přátelství a spolupráce mezi národy Ruska a Běloruska“[31]
- Řád José Martího – Kuba, 2000 – „za vynikající služby při posilování přátelství a solidarity s kubánským lidem“[32][33]
- Řád revoluce – Libye, 2000[34]
- velkokříž s řetězem Řádu osvoboditele – Venezuela, 2007[35]
- velkokříž Řádu Francisca de Mirandy – Venezuela
- Prezidentský řád znamenitosti – Gruzie, 2013[36]
- Řád Srbské republiky II. třídy – Srbsko, 2013[37]
- Řád Alexandra Něvského – Rusko, 30. srpna 2014, „za jeho velký osobní příspěvek k rozvoji tradičních přátelských vztahů mezi Ruskem a Běloruskem, prohloubení oboustranné spolupráce v politické, obranné, hospodářské a sociální oblasti“[38]
- Řád republiky – Moldavsko, 4. října 2016, „jako projev hlubokého uznání zvláštních zásluh při rozvoji a posílení přátelských vztahů, dobrého vzájemného porozumění a spolupráce v různých aspektech mezi Běloruskem a Moldavskem a za významný příspěvek k poskytování důležité podpory Moldavsku v obtížné ekonomické situaci“[39]
- Řád Hejdara Alijeva – Ázerbájdžán, 28. listopadu 2016, „za zvláštní zásluhy při rozvoji přátelských vztahů a spolupráce mezi Běloruskem a Ázerbájdžánem“[40]
- Řád Nazarbajeva – Kazachstán, 2019[41][42]

## Fotogalerie

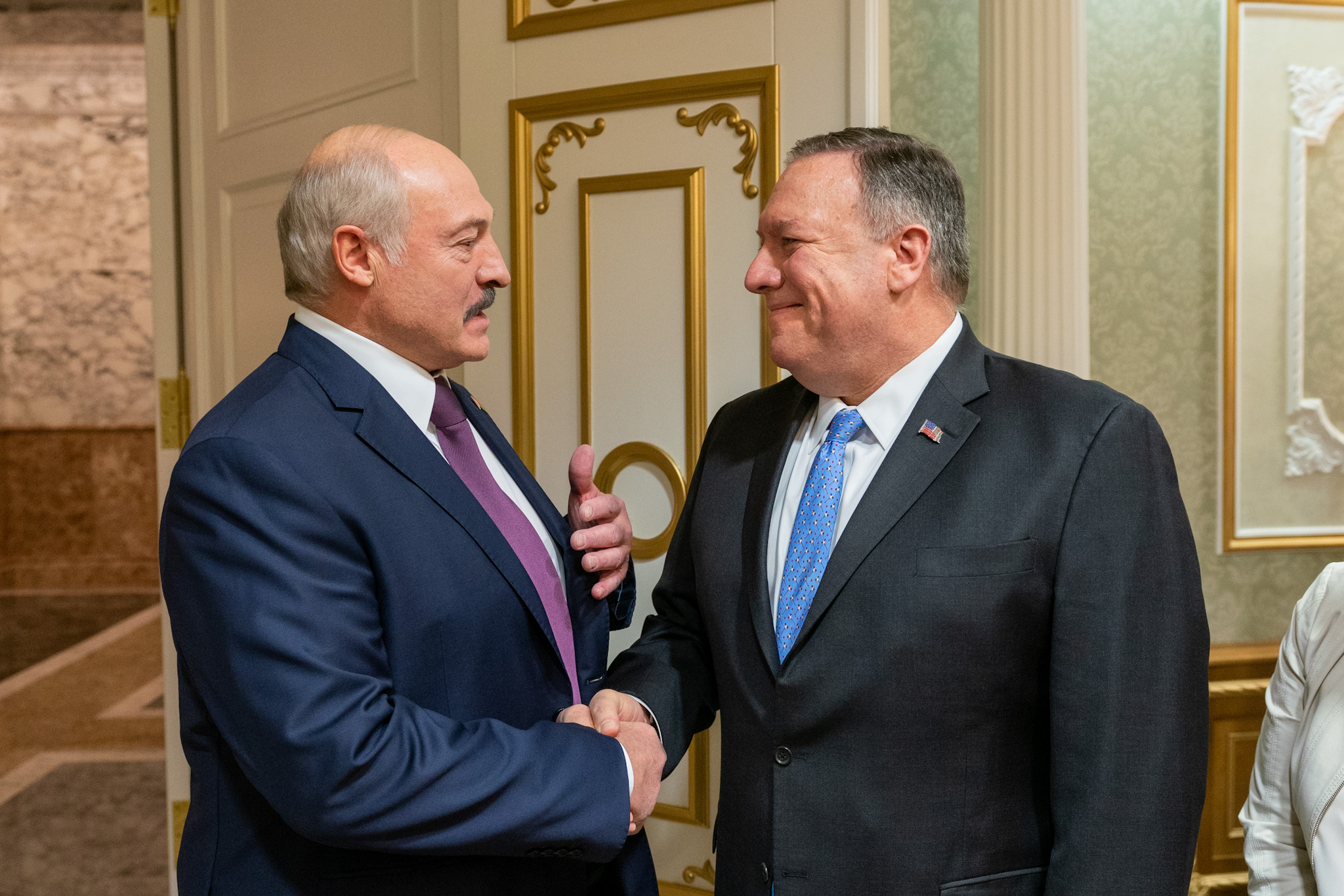
Lukašenko a americký ministr zahraničí Mike Pompeo (2020)
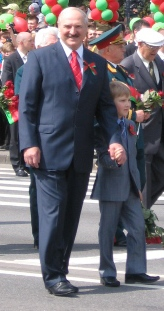
Alexandr Lukašenko se svým synem Nikolajem (Minsk, 2011)
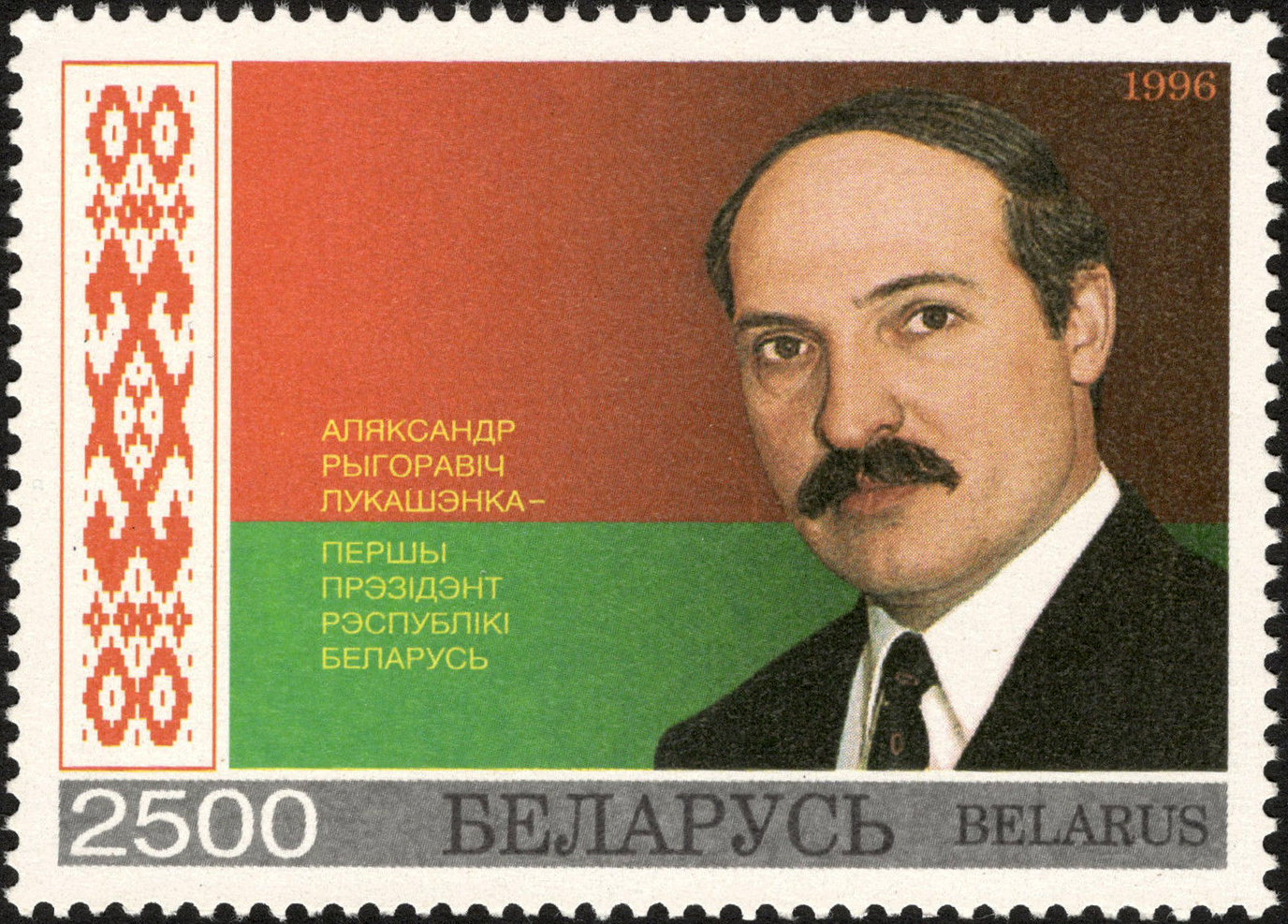
Lukašenko na běloruské známce (1996)